# Lycoriella pallidior
Lycoriella pallidior är en tvåvingeart som beskrevs av Risto Kalevi Tuomikoski 1960. Lycoriella pallidior ingår i släktet Lycoriella, och familjen sorgmyggor. Arten är reproducerande i Sverige.